# 三國谷勝範
三國谷 勝範（みくにや かつのり、1951年4月25日 - ）は、日本の大蔵官僚。元金融庁長官。

## 人物・その他
青森県五所川原市出身。青森県立弘前高等学校を経て（1970年卒）、東京大学法学部第1類（私法コース）卒業。東大卒業後、大蔵省（現・財務省及び金融庁）入省。2009年、金融庁長官に就任。2011年に退官。退官後は、預金保険機構理事長、ニトリホールディングス顧問、オープンハウスグループ顧問、プロクレアホールディングス取締役などに就任している。
2021年、瑞宝重光章受章。

## 経歴
- 1974年3月 - 東京大学法学部第1類（私法コース）卒業[4]
- 1974年4月 - 大蔵省入省（銀行局特別金融課）
- 1975年10月 - 大臣官房調査企画課
- 1976年7月 - 仙台国税局調査査察部
- 1977年7月 - 主計局法規課係長
- 1978年7月 - 主計局調査課計画係長[7]
- 1979年7月 - 三条税務署長
- 1980年7月 - 大臣官房秘書課長補佐（調査）[8]
- 1981年5月 - 青森県農林部経済課長
- 1982年4月 - 青森県総務部財政課長
- 1984年6月 - 主計局総務課長補佐（歳入・国債）
- 1985年6月 - 主計局法規課長補佐
- 1986年6月 - 主計局主計官補佐（厚生一・二係）
- 1988年7月 - 証券局流通市場課長補佐
- 1989年6月 - 大臣官房企画官 兼 大臣官房秘書課
- 1991年7月 - 大臣官房付（コロンビア大学研究員）
- 1992年6月 - 大臣官房企画官 兼 大臣官房秘書課
- 1992年7月 - 主計局主計官 兼 法規課
- 1993年8月 - 大蔵大臣秘書官事務取扱
- 1994年7月 - 主計局主計官（地方財政・補助・大蔵担当）
- 1996年7月 - 主計局主計官（農林水産担当）
- 1997年7月 - 証券局企業財務課長
- 1998年7月 - 金融企画局企画課長
- 1999年7月 - 金融企画局総務課長
- 2000年7月 - 関東財務局東京証券取引所管理官 兼 金融庁総務企画局
- 2002年7月 - 金融庁総務企画局審議官（企画）
- 2004年7月 - 金融庁総務企画局総括審議官 兼 証券市場行政統括官
- 2005年8月 - 金融庁総務企画局長
- 2008年7月 - 金融庁監督局長
- 2009年7月 - 金融庁長官
- 2011年8月 - 退官
- 2011年10月 - 株式会社ニトリホールディングス顧問
- 2011年11月 - 五所川原市市政アドバイザー
- 2012年1月 - フューチャーアーキテクト株式会社顧問
- 2012年4月 - 東京大学政策ビジョン研究センター教授
- 2015年3月1日 - 預金保険機構理事長[9][10]
- 2017年10月 - 国際預金保険協会会長
- 2021年3月1日 - 預金保険機構理事長退任
- 2021年4月 - 株式会社オープンハウス顧問
- 2022年4月 - 株式会社プロクレアホールディングス取締役[11]、国立大学法人弘前大学経営協議会委員[12]